# EDIFACT
EDIFACT è un acronimo per Electronic Data Interchange For Administration, Commerce and Transport. EDIFACT è uno standard internazionale proposto dalla Commissione Economica delle Nazioni Unite.

## Descrizione
Vengono definiti:
- Un set di regole sintattiche per strutturare i dati
- Un protocollo per lo scambio interattivo
- Messaggi standard

I messaggi standard permettono la codifica dei più comuni tipi di documento che normalmente vengono scambiati in formato cartaceo.
- AUTHOR,"Autorizzazione"
- BANSTA,"Stato bancario"
- BAPLIE,"Informazione piano di carico"
- BAPLTE,"Informazione totale piano di carico"
- COMDIS,"Disputa commerciale"
- CONAPW,"Avviso di lavori sospesi"
- CONDPV,"Valutazione di pagamenti diretti"
- CONEST,"Instaurazione di contratto"
- CONITT,"Invito ad una offerta"
- CONPVA,"Valutazione di pagamento"
- CONQVA,"Valutazione di quantità"
- CONRPW,"Risposta al lavoro sospeso"
- CONTEN,"Offerta"
- CONWQD,"Determinazione di quantità"
- CREADV,"Avviso di credito"
- CREEXT,"Avviso di credito esteso"
- CUSCAR,"Avviso di carico doganale"
- CUSDEC,"Dichiarazione doganale"
- CUSEXP,"Dichiarazione doganale di consegna espresso"
- CUSREP,"Rapporto di trasferimento doganale"
- CUSRES,"Risposta doganale"
- DEBADV,"Avviso di debito"
- DELFOR,"Spedizione programmata"
- DELJIT,"Spedizione just in time"
- DESADV,"Informazione di spedizione"
- DIRDEB,"Addebito diretto"
- DOCADV,"Avviso di credito documentato"
- DOCAPP,"Richiesta di credito documentata"
- DOCINF,"Emissione di credito documentato"
- HANMOV,"Spostamento di cargo e beni"
- IFTCCA,"Calcolo spese di trasporto/spostamento"
- IFTDGN,"Notifica di merce pericolosa"
- IFTMAN,"Notifica di arrivo"
- IFTMBC,"Notifica di prenotazione"
- IFTMBF,"Prenotazione aziendale"
- IFTMBP,"Prenotazione provvisoria"
- IFTMCS,"Instruction contract status message"
- IFTMIN,"Instruction message"
- IFTRIN,"Forwarding and transport rate information message"
- IFTSAI,"Forwarding and transport schedule and	 available information"
- IFTSTQ,"International multimodal status request message"
- INSPRE,"Insurance premium message"
- INVOIC,"Fattura"
- INVRPT,"Inventario"
- MOVINS,"Stowage instruction message"
- ORDCHG,"Variazione d'ordine"
- ORDERS,"Ordine di acquisto"
- ORDRSP,"Conferma d'ordine di acquisto"
- PARTIN,"Informazioni su una parte"
- PAXLST,"Elenco passeggeri"
- PAYDUC,"Trattenute stipendi"
- PAYEXT,"Ordine di pagamento esteso"
- PAYMUL,"Ordine di pagamento multiplo"
- PAYORD,"Ordine di pagamento"
- PRICAT,"Listino prezzi"
- PRODEX,"Accordo per lo scambio di prodotti"
- PRPAID,"Pagamento premio assicurativo"
- QALITY,"Qualità del prodotto"
- QUOTES,"Proposta d'ordine"
- REMADV,"Informazione di pagamento"
- REQOTE,"Richiesta di proposta d'ordine"
- SANCRT,"Certificato sanitario/fitosanitario"
- SLSRPT,"Rapporto vendite"
- STATAC,"Estratto conto"
- SUPCOT,"Contributi di pensionamento"
- SUPMAN,"Mantenimento di pensionamento"

La norma contiene anche molti altri messaggi. L'ultima versione EDIFACT al giorno di oggi è la D17A e comporta 195 messaggi.
Standardizzazioni sono proposte da enti nazionali ed internazionali, quali la Indicod-Ecr in Italia e la Eancom in Europa.
Questo è un esempio di messaggio EDIFACT per la trasmissione di una informazione di carico secondo lo standard Eancom

UNA:+.? '

UNB+UNOB:2+8022628000004:14+4306517008994:14+050805:0941+8++DESADV+++EANCOM'

UNH+1+DESADV:D:96A:UN:EAN005'

BGM+351::9+007774+9'

DTM+137:20050714:102'

DTM+11:20050805:102'

DTM+2:20050714:102'

RFF+DQ:007774'

RFF+ON:509671432'

NAD+SU+8022628000004::9'

NAD+BY+4306517005092::9'

NAD+DP+4306517005078::9'

CPS+1'

LIN+1++8022628900014:EN'

PIA+1+90001:SA+5082951:BY'

IMD+F++:::COMP.SAFARI 65 C/SPECCH.MOLA'

QTY+12:66.00:PCE'

QTY+21:66.00:PCE'

CNT+2:1'

UNT+18+1'

UNZ+1+8'

- : è il separatore di componenti
- + è il separatore dei dati
- . è il separatore dei decimali
- ? è il carattere di escape
- ' è il carattere di fine segmento